# Rów Gór Skalistych
Rów Gór Skalistych (ang. Rocky Mountain Trench) – dolina, uskok tektoniczny w północno-zachodniej części kontynentu północnoamerykańskiego, na terytorium Kanady (prowincja Kolumbia Brytyjska) i Stanów Zjednoczonych (stan Montana), w systemie górskim Kordylierów. Rozciąga się na długości 1400–1500 km, otoczona przez łańcuchy górskie: na zachodzie – Columbia, Omineca i Cassiar, na wschodzie – Góry Skaliste.
Szerokość doliny wynosi od 3 do 20 km, wysokość terenu od 600 do 900 m n.p.m. Na południu sięga po dolinę Bitterroot Valley w zachodniej części stanu Montana, na północy otwiera się na równinę Liard Plain na północnym skraju Kolumbii Brytyjskiej. Przez dolinę przepływają liczne rzeki, niektóre mają w niej swoje źródła, m.in. Kolumbia, Kootenay, Fraser, Peace i Kechika. W wyniku budowy zapór wodnych na dnie doliny utworzonych zostało kilka zbiorników retencyjnych, m.in. Williston i Revelstoke.
Północna część doliny jest w przeważającej części zalesiona, słabo zaludniona, cechuje się ograniczoną ingerencją człowieka w krajobraz. Część południowa zajęta jest przez lasy oraz obszary trawiaste, a w wyniku działalności człowieka także obszary uprawne i pastwiska. Do większych skupisk ludności należą miasta Cranbrook i Kimberley.